# Inibidor de fusão
Os inibidores de fusão são uma classe de fármacos antirretrovirais, usados na terapia combinada para o tratamento da infecção pelo vírus HIV. Esta classe de medicamentos interfere com a ligação, a fusão e a entrada de um vírion de HIV numa célula humana. Ao bloquear esta etapa no ciclo de replicação do HIV, tais agentes retardam a progressão da infecção pelo HIV para AIDS.